# Aphodius calcaratus
Aphodius calcaratus is een keversoort uit de familie bladsprietkevers (Scarabaeidae). De wetenschappelijke naam van de soort is voor het eerst geldig gepubliceerd in 1857 door Carl Henrik Boheman.
De diersoort komt voor in Zimbabwe.